# Loreen
Lorine Zeineb Nora Talhaoui (* 16. října 1983 Stockholm), profesionálně známá jako Loreen, je švédská popová zpěvačka, skladatelka, herečka a moderátorka marocko-berberského původu a dvojnásobná vítězka soutěže Eurovize.
Zastupovala Švédsko na Eurovision Song Contest 2012 v Baku, kde s písní „Euphoria“ zvítězila s počtem 372 bodů. Na podzim téhož roku vydala debutové album Heal. V roce 2023 zastupovala podruhé na Eurovision Song Contest 2023 v Liverpoolu, kde vyhrála první místo, s celkovým počtem 583 bodů. Po Johnny Loganovi je druhým interpretem, který soutěž vyhrál dvakrát, a první ženou, které se to podařilo. V roce 2014 vystoupila v Praze.

## Biografie
Loreen se narodila 16. října 1983 švédským přistěhovalcům marocko-berberského původu ve Stockholmu, většinu dospívání však strávila ve Västeråsu. Rodiče zpěvačky patří k Berberům z jižního Maroka.  Její matka Choumicha Talhaoui ji měla v 16 letech. Když jí bylo 6 let rodiče se rozvedli a matka zůstala sama na výchovu Loreen a 5 jejích sourozenců. Ve 13 zemřel její otec o kterém zpěvačka nemluví. Prošla si šikanou a její matka měla dvě práce. Zpěvačka se tudíž musela starat o své sourozence a rychle dospět. Rodina se potýkala s existenčními problémy. Vše se změnilo s příchodem matčina Švédského přítele, který dle zpěvačky přinesl do rodiny lásku a rodinné zázemí. Zdroj: podcast Table Manners červen 2023 a Elle magazine prosinec 2017 
Během své účasti 2004 ve Švédském idolu začala chodit s vítězem Idolu Danielem Lindströmem. Pár se rozešel v roce 2006. V současné době žije na ostrově Gotland se svým partnerem, švédským fotografem Charli Ljungem. Pár je ve vztahu již několik let. Doprovázel zpěvačku například i na Eurovizi v roce 2023. 

### 2004–2011: ŠvédskýIdola odmlka
Loreen na sebe upozornila účastí v první řadě švédské verze soutěže Idol v roce 2004. V počátečním rozstřelu sice nedostala dostatek diváckých hlasů, získala však divokou kartu poroty. V soutěži se nakonec probojovala do finálových kol a obsadila čtvrté místo.
| Díl      | Téma                                       | Píseň                                           | Interpret                      |
| -------- | ------------------------------------------ | ----------------------------------------------- | ------------------------------ |
| Casting  | Volný výběr                                | „Love Is on the Way“                            | Billy Porter                   |
| 1. týden | Můj vzor                                   | „If I Ain't Got You“                            | Alicia Keys                    |
| 2. týden | Bořitelé hitparád                          | „Just Like a Pill“                              | Pink                           |
| 3. týden | Soul                                       | „I Wish“                                        | Stevie Wonder                  |
| 4. týden | Švédské hity                               | „Vill ha dig“                                   | Freestyle                      |
| 5. týden | Max Martin                                 | „Stronger“                                      | Britney Spears                 |
| 6. týden | Cocktail                                   | „Where Do I Begin?“                             | Andy Williams & Shirley Bassey |
| 7. týden | Soundtracky                                | „(I've Had) The Time of My Life“ (Hříšný tanec) | Bill Medley & Jennifer Warnes  |
| 8. týden | Píseň z roku, kdy jsem se narodil/a (1983) | „Thriller“                                      | Michael Jackson                |
| 8. týden | Píseň z roku, kdy jsem se narodil/a (1983) | „Every Breath You Take“                         | The Police                     |

V následujícím roce zpěvačka vydala jediný singl „The Snake“ (ve spolupráci s duem Rob'n'Raz). Poté na několik let přerušila hudební kariéru; krátce moderovala hudební pořad Lyssna na komerční stanici TV400, pak však z obrazovky zmizela úplně. Věnovala se produkci a režii na stanicích TV3 či SVT.

### 2011: Melodifestivalen
Po více než pětileté přestávce se Loreen vrátila na televizní obrazovku: S písní „My Heart Is Refusing Me“, kterou napsala spolu s Mohem Denebim a Björnem Djupströmem, vystoupila v únoru 2011 v soutěži Melodifestivalen, švédském národním výběru do Eurovize. V semifinále získala čtvrté místo a postoupila do Druhé šance. Dále se však neprobojovala. Navzdory tomu singl debutoval 11. března na devátém místě švédské hitparády. Teprve v červenci žebříček opustil, v březnu 2012 se však vyhoupl na dvaadvacáté místo.

### 2012: „Euphoria“, Eurovize aHeal

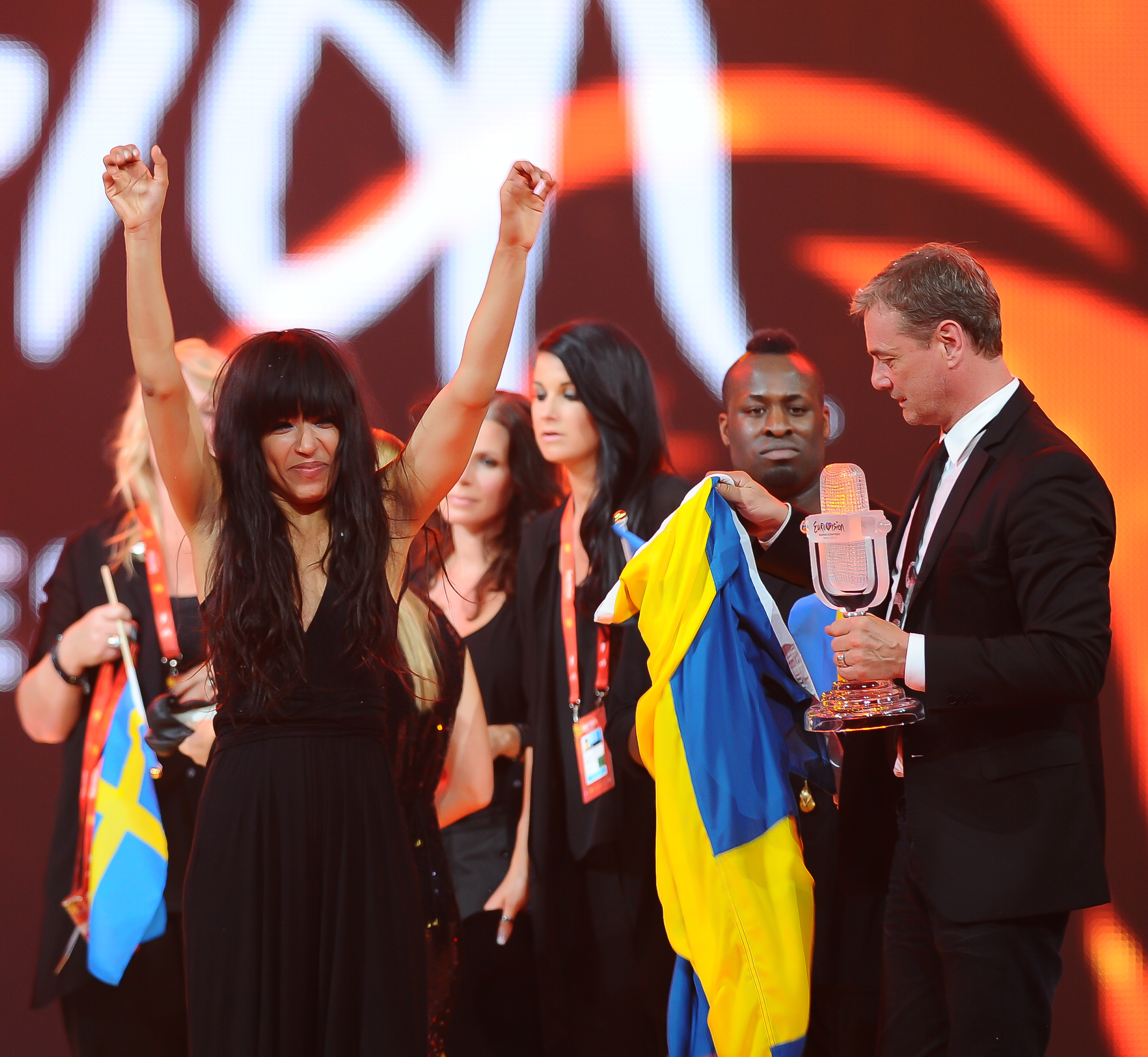
Vítězství Loreen na Eurovizi 2012 v Baku

Následující rok se Loreen opět zúčastnila Melodifestivalenu. S písní „Euphoria“ z pera Thomase G:sona a Petera Boströma postoupila do finále, které 10. března s přehledem vyhrála. Obdržela více než 470 tisíc diváckých hlasů, více než kterýkoliv jiný účastník v minulosti.
V květnu vystoupila ve švédských barvách na Eurovision Song Contest 2012 v Baku. Ve finále 26. května obdržela 372 bodů a porazila zástupce zbývajících pětadvaceti zemí. K vyrovnání rekordní bodové hranice Alexandra Rybaka z roku 2009 jí chybělo 15 bodů, získala však historicky nejvyšší počet dvanáctibodových ohodnocení: Prvním místem ji ocenilo osmnáct soutěžních zemí.
3. června 2012 soutěžní píseň „Euphoria“ obsadila třetí místo britské hitparády. V prvním týdnu po vydání se ve Spojeném království prodalo šedesát tisíc kopií singlu. Koncem téhož měsíce Loreen vystoupila na MTV World Stage v Göteborgu.
Debutové album Heal bylo uvolněno k prodeji 24. října a v domácím Švédsku hned druhý týden obdrželo platinovou desku za prodej čtyřiceti tisíc kopií. Coby druhý singl pro evropskou distribuci vyšla píseň „My Heart Is Refusing Me“, zatímco pro švédský trh byla zvolena „Crying Out Your Name“. V druhé polovině října zpěvačka podnikla turné po Polsku, Rumunsku a Nizozemsku. Zde vystoupila v několika televizních pořadech.

### 2013–2019: koncert v Praze aRide
Loreen vystoupila jako host během finále Eurovize 2013. Představila zde nový singl „We Got the Power“, který následně vyšel na nové edici alba Heal. Původně plánované prosincové koncerty v evropských metropolích byly kvůli nahrávání nového materiálu přeloženy na jaro roku 2014. Počátkem dubna zpěvačka odstartovala koncertní šňůru Tour XIV, v jejímž rámci navštívila také Prahu. V klubu Roxy 13. dubna představila směs písní z debutového alba a několik nových skladeb. Během turné management zpěvačky potvrdil práci na druhém studiovém albu.
Následující singl „Paper Light (Higher)“ byl vydán 5. března 2015. O dva dny později jej Loreen představila v pořadu Melodifestivalen za doprovodu tanečního projektu Kazaky. Koncem měsíce vystoupila v Londýně při příležitosti šedesátého výročí Eurovision Song Contest.
14. srpna vyšel singl „I'm in It with You“, s nímž Loreen vystoupila mimo jiné na festivalu Sommarkrysset. Singl „Under ytan“, coververze písně Una Svenningssona, byl vydán v prosinci 2015. 
V srpnu 2017 vydala EP s názvem Nude. 24. listopadu 2017 vydala druhé studiové album s názvem Ride.

### 2020 – současnost: Så mycket bättre, herecký debut, návrat do Melodifestivalenu a Eurovize

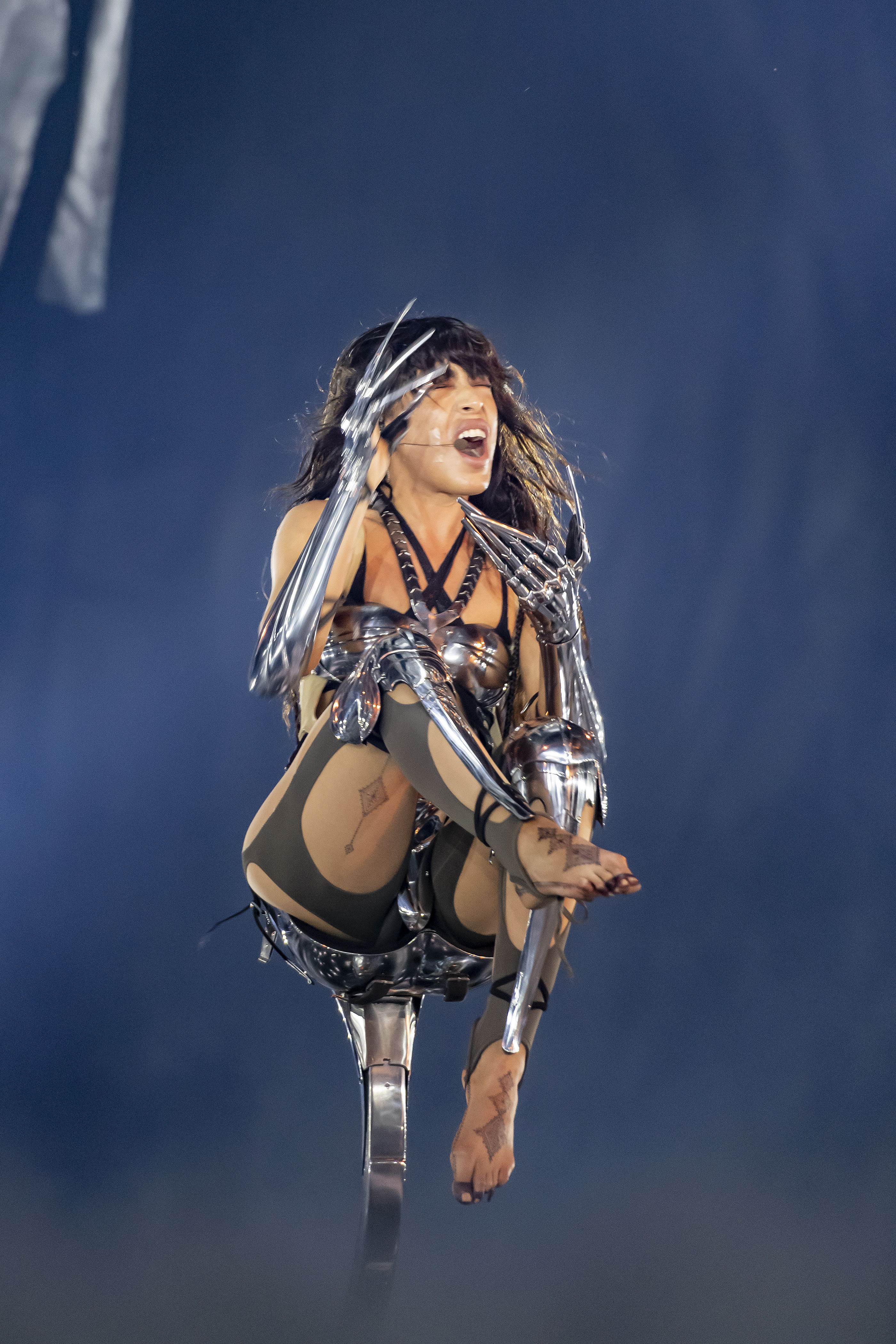
Loreen při vystoupení s písní „Forever“ na Eurovizi 2024 v Malmö

U příležitosti uvedení do Síně slávy Melodifestivalenu vystoupila Loreen v únoru 2020 v pořadu Andra Chansena s písní „Fiction Feels Good“, což byla předělaná směs jejích dosavadních příspěvků do Melodifestivalenu: „Euphoria“, „My Heart Is Refusing Me“ a „Statements“. V červnu 2020 se objevila spolu s dalšími vítězi Eurovize ve filmu Davida Dobkina Eurovision Song Contest: The Story of Fire Saga, který měl premiéru na Netflixu.
V témže roce se účastnila švédské televizní hudební reality show Så mycket bättre. Písně z tohoto pořadu vyšly pod novým vydavatelstvím Universal Music Group, s nímž podepsala smlouvu v roce 2020. Později v průběhu roku bylo oznámeno, že bude součástí filmu JJ+E společnosti Netflix, který bude uveden v září 2021, a ztvární Marii, matku hlavního hrdiny.
V březnu 2021 vydala Loreen svůj první švédský singl „Sötvattentårar“, který si sama napsala a ještě téhož roku vyrazila na švédské turné. V březnu 2023 zvítězila s písní „Tattoo“ v soutěži Melodifestivalen a stala se švédskou zástupkyní na Eurovision Song Contest 2023 v Liverpoolu. Soutěž s 583 body vyhrála, získala pro Švédsko sedmé vítězství v Eurovizi a stala se první ženou a druhým interpretem, který soutěž vyhrál dvakrát.
V dubnu 2024 obdržela od ministerstva zahraničních věcí cenu za hudební export za svůj přínos k „šíření moderního a pozitivního obrazu Švédska v zahraničí“. V květnu téhož roku bylo ohlášeno evropské turné na rok 2025 a na velkém finále Eurovize 2024 v Malmö zazněla nová píseň „Forever“.

## Aktivizmus
Krátce před Eurovizí 2012 v Baku se Loreen za přítomnosti mezinárodních médií a švédského velvyslance v Ázerbájdžánu setkala se zástupci místní opozice a bojovníky za lidská práva. Setkání zprostředkované Institutem pro bezpečnost a svobodu zpravodajů se setkalo s kritikou vládních představitelů, kteří jej označili za pokus zatížit hudební soutěž politikou. „Lidská práva jsou v Ázerbájdžánu dennodenně porušována. Neměli bychom o tom mlčet,“ reagovala zpěvačka na obvinění.
V červenci 2012 Loreen vystoupila na mezinárodním festivalu Slavjanskij bazar v běloruském Vitebsku. Zde se setkala s kritiky vlády Alexandra Lukašenka a otevřeně podpořila vězněného novináře Alese Bjaljackého a další politické vězně a podepsala petici za zákaz trestu smrti v zemi.
Na podzim 2013 coby ambasadorka Švédského výboru pro Afghánistán navštívila oblast Kábulu. V březnu 2022 vystoupila na galavečeru na podporu Ukrajiny po ruské invazi Sverige samlas och hjälper.

## Diskografie

### Alba
- Heal (2012)
- Ride (2017)

### Extended play
- Nude (2017)
- Så mycket bättre 2020 – Tolkningarna (2020)
- SAGES (s Ólafur Arnalds) (2025)

## Ocenění
2012
- Gaygalan: Píseň roku („My Heart Is Refusing Me“)
- MTV Europe Music Awards: Nejlepší švédský počin
- Rockbjörnen: Umělkyně roku a Píseň roku („Euphoria“)

2013
- Gaygalan: Píseň roku („Euphoria“)
- Radio Regenbogen: Cena posluchačů („Euphoria“)

2023
- Attitudemagazine pride awards: pride icon
- NRJ Music Awards: Mezinárodní objev roku
- Los 40 Spain:  Nejlepší mezinárodní umělec roku

### Nominace
2012
- MTV Europe Music Awards: Nejlepší evropský počin
- Premios 40 Principales: Nejlepší nešpanělská píseň („Euphoria“)
- World Music Awards: Umělkyně roku, Bavič roku a Píseň roku („Euphoria“)

2013
- Grammis: Píseň roku („Euphoria“), Umělec roku a Mezinárodní úspěch roku)
- Gaygalan: Umělec roku
- Rockbjörnen: Best Live Act, Píseň roku („We Got the Power“) a Umělkyně roku
- World Music Awards: Umělec roku, Umělkyně roku, Best Live Act, Píseň roku („Euphoria“) a Videoklip roku („Euphoria“)

2014
- Gaygalan: Píseň roku („We Got the Power“)
- Rockbjörnen: Píseň roku („Son“), Best Live Act a Best Fans